# Sing-A-Longs and Lullabies for the Film Curious George
Sing-A-Longs and Lullabies for the Film Curious George – soundtrack filmu animowanego Ciekawski George, nagrany przez Jacka Johnsona i jego znajomych, m.in. Bena Harpera, G. Love, Matta Costa oraz Zacha Gilla. Album został wydany 7 października 2006 roku i w pierwszym tygodniu zadebiutował w czołówce zestawienia Billboard Hot 200 ze 149 000 sprzedanymi egzemplarzami, a także na 1. miejscu najważniejszej australijskiej listy, ARIA.
Album był pierwszym soundtrackiem, który zadebiutował na 1. miejscu notowań od czasu ścieżki dźwiękowej Bad Boys II w 2003 roku. Sing-A-Longs and Lullabies for the Film Curious George był również pierwszą soundtrackiem filmu animowanego, od czasu ścieżki dźwiękowej Pocahontas z 1995 roku (1 tydzień w zestawieniu), któremu udało się dostać do czołówki Hot Billboard 200. Wyróżnieniem było również to, iż album utrzymywał się nie tylko w zestawieniu, ale i w jego czołówce przez dłuższy czas.
Z tego też albumu pochodzi jedna z najpopularniejszych piosenek Johnsona, "Upside Down".
Album rozszedł się na całym świecie w ponad 3 milionach egzemplarzy.

## Lista utworów
1. "Upside Down" (Jack Johnson) – 3:30
2. "Broken" (Johnson) – 3:57
3. "People Watching" (Johnson) – 3:23
4. "Wrong Turn" (Johnson) – 3:09
5. "Talk of the Town" (Johnson feat. Kawika Kahiapo) – 3:26
6. "Jungle Gym" (G. Love) – 2:27
7. "We're Going to Be Friends" (Johnson; piosenka napisana przez Jacka White'a) – 2:24
8. "The Sharing Song" (Zach Gill, Adam Topol) – 2:48
9. "The 3 R's" (Johnson) – 2:57
  - Adaptacja "Three Is a Magic Number" Boba Dorougha.
10. "Lullaby" (Matt Costa) – 2:49
11. "With My Own Two Hands" (Ben Harper) – 3:07
12. "Questions" (Johnson) – 4:12
13. "Supposed to Be" (Johnson) – 2:59

## Twórcy
- Jack Johnson – wokal, gitara, ukulele
- Adam Topol – perkusja
- Merlo Podlewski – gitara basowa
- Zach Gill – wokal, instrumenty klawiszowe
- Ben Harper – wokal, gitara
- G. Love – wokal, gitara, harmonijka
- Matt Costa – wokal, gitara
- Kawika Kahiapo – gitara
- Dziecięcy wokal – Baillie, Kayla, Jaclyn, Torin, John, Noa, Kona, Moe, Thatcher, Brooke, Tahnei